# Ataque de Chernígov en abril de 2024
El 17 de abril de 2024, alrededor de las 9:00 am hora local, las fuerzas militares rusas lanzaron un ataque con misiles contra un edificio residencial de ocho pisos en Chernígov, en el óblast homónimo de Ucrania. Además del impacto directo contra dicho edificio residencial, otros cuatro rascacielos, un hospital, decenas de automóviles y una institución de educación superior resultaron dañados. El ataque mató a 18 personas y 78 resultaron heridas. El ataque se produjo después de un ataque ucraniano contra un aeródromo militar ruso en la Crimea ocupada.
El presidente de Ucrania, Volodímir Zelenski, una vez más hizo un llamamiento a Occidente para que proporcionara a Ucrania equipo de defensa aérea, alegando que el ataque ocurrió porque el ejército ucraniano se estaba quedando sin misiles de defensa.